# Laodika (siostra-żona Mitrydatesa VI)
Laodika IV (gr. Λαοδίκη, Laodíkē; ur. 130 p.n.e., zm. 90 p.n.e.) – pontyjska księżniczka, pierwsza żona, a także siostra Mitrydatesa VI Eupatora, przez to małżeństwo była pierwszą królową Pontu.

## Pochodzenie i młodość
Laodika była drugą córką z grona dziesięciu dzieci króla Pontu Mitrydatesa V Euergetesa i Laodiki VI. Urodziła się około 130 p.n.e. w Poncie i wychowywała się we wspaniałałym królewskim pałacu.
Jej ojciec został otruty w 120 p.n.e. w czasie wydawanej na jego cześć uczty w Synope Ostatnia wola Mitrydatesa V podzieliła władzę nad Pontem pomiędzy Laodikę VI, Mitrydatesa VI Eupatora i Mitrydatesa Chrestusa. Bracia Laodiki byli jednak wciąż niepełnoletni i przez to niezdolni do sprawowania władzy, dlatego też ich przejęła regencję. Laodika od przyjścia swoich dzieci na świat faworyzowała drugiego syna, przedkładając go nad brata. W czasie trwania jej regencji trwającej od 120 p.n.e. – 113 p.n.e. Mitrydates VI Eupator planował spisek przeciwko niej i ukrywał się w sąsiednich państwach.
Mitrydates VI powrócił do Pontu w 113 p.n.e. i został ogłoszony królem. Poczynił przygotowania do usunięcia matki i brata z należnego mu tronu, przez co stał się jedynowładcą. Mitrydates VI okazał łaskę matce i bratu zamykając ich w jednej celi więziennej. Laodika VI zmarła we więzieniu z przyczyn naturalnych, a w kilka dni później jej ukochany syn został oskarżony o zdradę i ścięty we więzieniu na rozkaz brata. Pogrzebał oboje podczas królewskiej żałoby.

## Królowa Pontu
Kiedy Mitrydates VI został jedynym władcą Pontu, dla Laodiki był kimś obcym. Kiedy obecny król ostatnim razem widział swoją siostrę, ta miała kilka lat i była pod opieką mamek oraz piastunek. W jakiś czas po objęciu tronu Mitrydates VI poślubił Laodikę; zrobił to z kilku powodów - dla zachowania czystości linii krwi, jako jego żona, sama Laodika stała się królową Pontu, mogła mu dać prawowite potomstwo, które odziedziczyło by jego tron i to małżeństwo utwierdzało jego pozycję panującego monarchy.
Laodika urodziła Mitrydatesowi VI sześcioro dzieci (czterech synów i dwie córki): Mitrydatesa, Arkatiusa, Macharesa, Farnakesa, Kleopatrę i Drypetinę. Ta ostatnia była ukochanym dzieckiem króla, prawdopodobnie dlatego, że cierpiała na schorzenie zwane hiperdoncją, polegające na tym, że posiadała dodatkowe zęby położone w dziąsłach nad zwyczajnym uzębieniem..'
Podobnie jak wielu innych władców hellenistycznych Laodika i Mitrydates VI przez wiele lat wspierali Ateńczyków i mieszkańców wyspy Delos. Nie wiemy dokładnie jakiego rodzaju było to wsparcie i w jakiej formie było przekazywane. Przetrwały do czasów dzisiejszych posągi dziękczynne przedstawiające Laodikę i Mitrydatesa VI na wyspie Delos.

## Śmierć
Po tej wyprawie, kiedy już wszyscy uważali go za straconego, powrócił do swego królestwa (...) gdzie Laodika, jego siostra i zarazem żona spróbowała go zgładzić przy pomocy trucizny. Jego bowiem siostra, Laodika, przekonana, że brat zginął oddała się miłości z dworzanami (...) Mitrydates dowiedział się o zdradzie oraz tym zamiarze od niewolnic i zbrodnię, skierował przeciw jej sprawcom.

W czasie częstych wypraw wojennych i nieobecności Mitrydatesa VI, Laodika nawiązywała romanse z jego przyjaciółmi. Z jednym z nich Laodika zaszła w ciążę i po dziewięciu miesiącach urodziła syna. Przekonana o śmierci męża w szczególnie niebezpiecznej bitwie zaczęła podejmować kroki mające na celu przejęcie władzy - z powodu małoletności synów, mogła liczyć na kilkunastoletnią regencje. Kiedy do Synope doszła wiadomość o zwycięstwie Mitrydatesa VI, przerażona tym, że jej niewierność może sprowadzić na nią zemstę męża, Laodika zaczęła spiskować z jego wrogami i planować otrucie go w czasie uczty po jego powrocie.
Jednakże mniej więcej w tym samym czasie Mitrydates VI wrócił do Synope i zastał nieświadomą niczego Laodikę ucztującą ze swoim kochankiem w otoczeniu przyjaciół. Mitrydates i jego generałowie byli zaszokowani i zakłopotani tym, co działo się przed ich oczami. Początkowo Laodika gratulowała mężowi zwycięstwa i narodzin ich wspólnego dziecka. W tym samym czasie nakazała sługom podanie zatrutego jedzenia królowi, ale podejrzewający przebieg wypadków król kazał ją aresztować, odseparować od ich dzieci i uwięzić w miejskiej twierdzy, mimo jej tłumaczeń, że uczta została przygotowana na jego cześć.
Przed planami Laodiki ostrzegli Mitrydatesa VI słudzy i jeszcze w czasie tej uczty wojsko królewskie pojmało kilkunastu konspiratorów. Przerażony zdradą i planami żony król przeklął własną matkę za urodzenie tak zdradzieckiej córki, po czym bez procesu skazał ściąć Laodikę i wszystkich konspiratorów. Mimo nienawiści do swojej żony, Mitrydates VI nakazał wychowywanie jej nieślubnego syna razem z jego dziećmi.